# 前26世纪
| 千纪： | 前4千纪 \| 前3千纪 \| 前2千纪 |
| 世纪： | 前29世纪 \| 前28世纪 \| 前27世纪 \| 前26世纪 \| 前25世纪 \| 前24世纪 \| 前23世纪                                                         |
| 年代： | 前2590年代 \| 前2580年代 \| 前2570年代 \| 前2560年代 \| 前2550年代 \| 前2540年代 \| 前2530年代 \| 前2520年代 \| 前2510年代 \| 前2500年代 |

前2600年至前2501年的这一段期间被称为前26世纪。

## 重要事件、发展与成就
- 科学技术

- 战争与政治
  - 中国传说中黄帝建立中国国家。
  - 迦南人在敘利亞北部建立埃勃拉王國，其後成為敘利亞地區強國。(約前2600年)
  - 阿-安涅帕达和安尼帕達(Aannipada)先後任烏爾國王。在位期間稱霸蘇美爾，成為城邦聯盟之盟主>約前2600年)
  - 埃蘭人在伊朗西部建立埃蘭王國。(約前2550年)
  - 埃兰开始形成城邦国家，有阿万（英语：Awan dynasty），后又有西马什(Simash)等。
  - 苏美尔：拉格什建立乌尔·南什王朝（—前2400年）。王朝第三代王恩纳图姆时，国势开始强大并称霸苏美尔地区。拉格什与其西北邻邦烏瑪发生边界争端。基什王麦西里姆出面调停，为两邦划界，立碑为记。
  - 希腊进入以克里特为中心的早期米诺斯文化(—前2000年)。处于青铜时代，仍使用石器。陶器用手制。最初的图画文字向象形文字演化。开始建立农业村社，原始社会瓦解，出现最早的奴隶制国家。

- 公元前26世纪的天灾人祸

- 文化娱乐
  - 齊阿普斯繼為埃及國王。在位期間在吉萨建築齊阿普斯大金字塔。(約前2589年)
  - 齊夫倫繼為埃及國王。在位期間在吉澤建築齊夫倫金字塔和斯芬克斯像(獅身人面像)。(約前2558年)

- 疾病与医学

- 环境与自然资源